# (9470) Jussieu
(9470) Jussieu és un asteroide que pertany al cinturó d'asteroides, descobert el 26 de juliol de 1998 per Eric Walter Elst des de l'Observatori de La Silla, Xile.

## Designació i nom
Designat provisionalment com 1998 OS10. Va ser nomenat Jussieu en honor de Bernard, Joseph, Antoine-Laurent i Adrien-Henri de Jussieu, una família de botànics francesos.

## Característiques orbitals
Jussieu està situat a una distància mitjana del Sol de 3,150 ua, es pot allunyar fins a 3,721 ua i apropar-se fins a 2,579 ua. La seva excentricitat és 0,181 i la inclinació orbital 2,038 graus. Triga 2042 dies a completar una òrbita al voltant del Sol.

## Característiques físiques
La magnitud absoluta de Jussieu és 13,9. Té 11,941 km de diàmetre i té una albedo estimada de 0,041.